# مستشعر التوجيه الدقيق

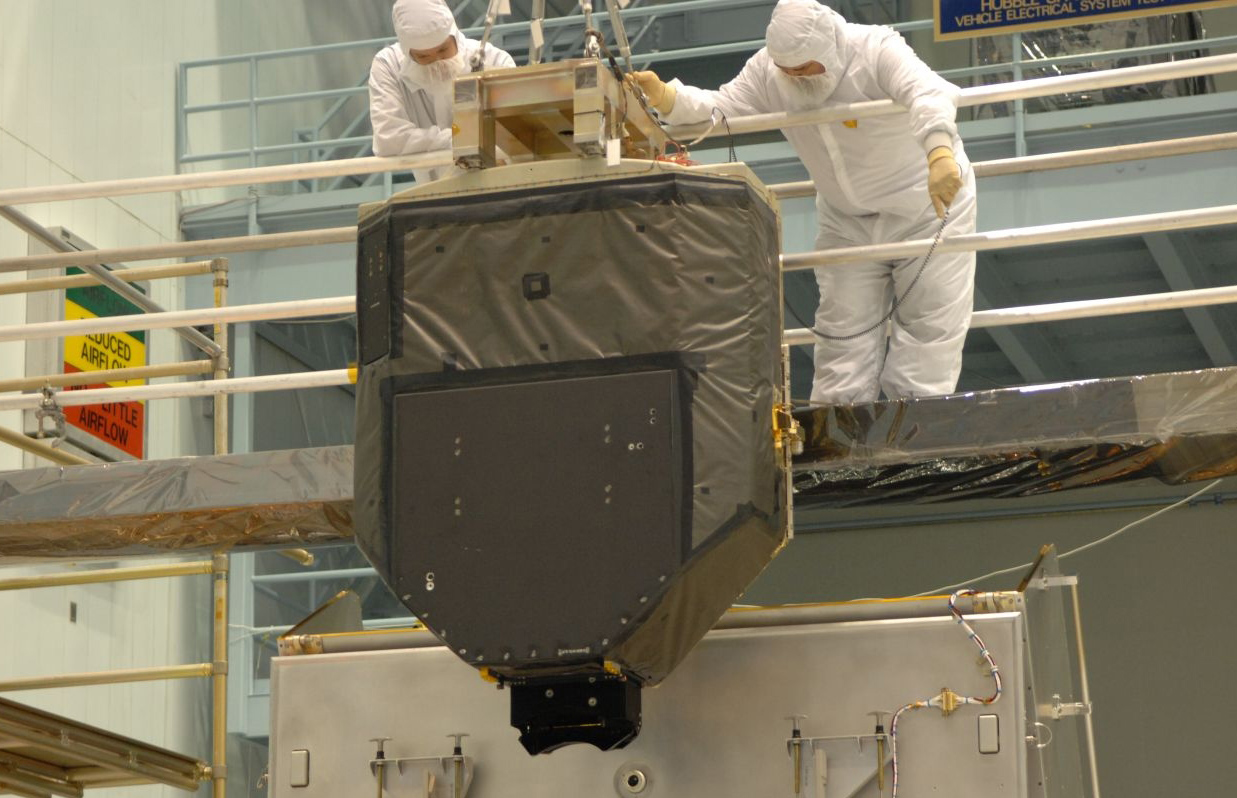
واحد من حسَّاسات التَّوجيه الدقيق الثلاثة وقد تمَّ تجديده من أجل بعثة الاصلاح الأخيرة في مركز غودارد لرحلات الفضاء والذي كان قد أُخذ في مقراب هابل الفضائي في خلال المهمة الثالثة لصيانة المرصد من أجل تطويره

حساس التوجيه الدَّقيق (بالإنجليزية: Fine Guidance Sensor)‏ (FGS) هو أداة تداخل ضوئي موجود في مراصد الفضاء والتي توفر معلومات ومُلاحظات فلكيَّة بدرجةٍ عالية من الدِّقة وهي كذلك مدخل لأنظمة التَّحكم بالمرصد. تتواجد حسَّاسات التوجيه الدَّقيق في مرصد هابل الفضائي وكذلك ستتواجد في مقراب جيمس ويب الفضائي ولكنها ستختلف في عملها التقني عن سابقتها من حساسَّات التَّوجيه.
في بعض الحالات الخاصة تكون حساسات التوجيه الدقيق من الأجهزة العلميَّة المُستخدمَة لمعرفةِ القياسات الفلكية بين مواقع الكواكب والنُّجُوم.